# Gonzalo Fernández de Córdoba y Ziburu
Gonzalo Fernández de Córdoba y Ziburu (Madrid, 2 de noviembre de 1907 - íbid., 7 de octubre de 1983), vizconde de La Hormaza, fue un militar español, jefe de Estado Mayor del Ejército de Tierra en los últimos años del franquismo.
Era hijo de Joaquín María Fernández de Córdoba y Quesada, teniente coronel de caballería y gentilhombre del rey Alfonso XIII, asesinado en agosto de 1936 en Paracuellos de Jarama y nieto del conde de Gondomar. Se casó con Amalia Maldonado y Alvarado, vizcondesa de La Hormaza. Siguió la carrera militar como su padre y en 1922 ingresó en la Academia de Caballería en Valladolid. En 1926 fue destinado al Regimiento de Taxdir y poco después se enroló en la Legión Española. Durante la guerra civil española se unió al bando sublevado y luchó en los frentes del centro, Aragón y Cataluña.
En 1942 se diplomó en Estado Mayor. En 1949 fue ascendido a teniente coronel y destinado al Alto Estado Mayor. 1959 ascendió a general de brigada y fue nombrado jefe de la II Brigada de Caballería Jarama. En 1964 fue nombrado jefe de Estado Mayor de la II Región Militar. Después fue director de la Escuela Superior del Ejército hasta que el 21 de agosto de 1970 fue nombrado capitán general de la V Región Militar. En junio de 1971 dejó la capitanía cuando fue nombrado jefe de Estado Mayor del Ejército de Tierra. Ocupó el cargo hasta que en noviembre de 1973 pasó a la situación de «destino de arma o cuerpo».